# Gasteria excelsa
Gasteria excelsa es una especie de planta suculenta perteneciente a la familia Xanthorrhoeaceae.

## Descripción
Es una planta herbácea perennifolia, suculenta con tallo con hojas de 8 - 9 cm de largo, las hojas, en número de 10-30, están dispuestas en una roseta densa, son lanceoladas, de 8-12 cm de largo,  cóncavo el haz y con la quilla oblicua el envés, de color verde opaco, con algunas débiles  manchas de color blanco-verdoso, los bordes lisos o muy oscuros; la inflorescencia con pedúnculo sobre un pie de largo; con racimos formando una panícula deltoides grande.

## Distribución
Es nativa de Sudáfrica desde el este de El Cabo a Transkei.

## Sinonimia
- Gasteria lutzii Poelln.
- Gasteria fuscopunctata Baker
- Gasteria huttoniae N.E.Br.[3]